# 阿尔贝托·温克勒
阿尔贝托·温克勒（義大利語：Alberto Winkler，1932年2月13日—1981年6月14日），意大利男子赛艇运动员。他曾代表意大利参加1956年夏季奥林匹克运动会赛艇比赛，获得男子四人单桨有舵手金牌。